# Distretto di Sargodha
Il distretto di Sargodha (in urdu: ضلع سرگودھا) è un distretto del Punjab, in Pakistan, che ha come capoluogo Sargodha. Nel 1998 possedeva una popolazione di 1.372.883 abitanti.